# Jeskyně Movile
Jeskyně Movile (rumunsky Peștera Movile) je jeskyně v Rumunsku. Leží 3 km od pobřeží Černého moře nedaleko Mangalie. Jeskyni objevil v roce 1986 rumunský speleolog Cristian Lascu. Nachází se v hloubce 21 metrů pod povrchem a celková délka chodeb se odhaduje na přibližně 300 metrů.
Jeskyně vznikla krasovými procesy v době ústupu moře Paratethys a její stáří se odhaduje na pět a půl milionu let. Byla zakryta vrstvou jílu a nejméně půl milionu let se vyvíjela v naprosté izolaci od okolního světa. Vzduch v jeskyni je pro člověka jedovatý: obsahuje 7-10 % kyslíku a 2-3,5 % oxidu uhličitého, vysoká je také koncentrace metanu a sulfanu. Teplota je celoročně 21 °C a vzdušná vlhkost téměř 100 %. Níže položené části jeskyně jsou zatopeny vodou, na hladině se nachází rosolovitá vrstva bakterií.
V prostředí trvalé temnoty vznikla unikátní fauna závislá na chemosyntéze. Žije zde přes padesát druhů bezobratlých troglobiontů, které se živí chemoautotrofními bakteriemi. Bylo popsáno 37 endemických druhů, k nimž patří plž Eupaludestrina dobrogica, stonožka Cryptops speleorex nebo svinka Armadillidium tabacarui. Vyskytuje se zde také Nepa anophthalma, což je jediný známý jeskynní druh splešťule na světě.
Podobnými případy jeskyně, kterou obývá soběstačné společenstvo extrémofilů, jsou Ajalonská jeskyně v Izraeli, Cueva de Villa Luz v Mexiku nebo Grotte di Frasassi v Itálii. Zdejší podmínky pro život jsou přirovnávány k hlubokomořským černým kuřákům nebo k antarktickému jezeru Vostok. Stabilní existence organismů v tak nehostinném prostředí může být pobídkou k hledání stop života i na jiných kosmických tělesech, jako je např. podpovrchový oceán na měsíci Enceladus.
Vstup do jeskyně je omezen pouze na vědecké výpravy. Aby nedošlo ke kontaminaci okolním prostředím, zakrývá šachtu vedoucí do jeskyně železný poklop a betonový kužel ovládaný kladkostrojem. V roce 2024 bylo navrženo zařazení jeskyně Movile mezi Světové dědictví.